# 朗杰拉措
朗杰拉措（？—），女，藏族，中华人民共和国政治人物。现任西藏自治区政协教科卫体委员会副主任。第十二、十三、十四届全国政协委员。